# 托科尔奇
托科尔奇，是匈牙利沃什州所辖的一个村，总面积6.40平方公里，总人口347，人口密度54.2人/平方公里（2010年1月1日）。